# Eliyahu Rips
Eliyahu Rips (em letão:  Iļja Ripss, Riga, 12 de dezembro de 1948 – 19 de julho de 2024) foi um dos descobridores dos "Códigos da Torá".

## A controvérsia do Código da Bíblia
No final dos anos 1970, Rips começou a procurar com a ajuda de um computador por códigos na Torá. Em 1994, Rips, juntamente com Doron Witztum e Yoav Rosenberg, publicou na revista Statistical Science um artigo, "Sequências de letras equidistantes no livro de Gênesis", que afirmava a descoberta de mensagens codificadas no texto hebraico do Livro de Gênesis. Isso, por sua vez, foi a inspiração para o livro de 1997 O Código da Bíblia, do jornalista Michael Drosnin. Enquanto Rips originalmente afirmou que concordava com as descobertas de Drosnin, em 1997 Rips descreveu o livro de Drosnin como "em terreno muito instável" e "sem valor". Desde o livro de Drosnin, os códigos bíblicos têm sido objeto de controvérsia, com as alegações sendo criticadas por Brendan McKay e outros.  Um dos primeiros apoiadores das teorias de Rips foi Robert Aumann, ganhador do Prêmio Nobel de Economia de 2005, que chefiou uma comissão que supervisionava os experimentos de Rips tentando provar a existência de um código secreto de Deus na Torá. Eventualmente, Aumann abandonou a ideia e retirou seu apoio a Rips.
O Código da Bíblia trata o texto da Bíblia como um quebra-cabeça de caça-palavras: por exemplo, uma palavra pode ser escrita na diagonal movendo-se na direção noroeste, ou talvez da esquerda para a direita a cada segunda letra. Quanto mais padrões forem permitidos, mais palavras poderão ser encontradas. Estatísticas elementares podem ser usadas para estimar as probabilidades de encontrar certas mensagens ocultas. O estatístico Jeffrey S. Rosenthal mostra em seu livro Struck by Lightning: The Curious World of Probabilities que "mensagens ocultas" são estatisticamente esperadas e, portanto, não devem ser vistas como mensagens divinas, muito menos como previsões do futuro. O matemático Brendan McKay ilustrou esse ponto encontrando mensagens no texto em inglês de Moby Dick que supostamente "previam" assassinatos famosos do passado, como o assassinato de John F. Kennedy e o assassinato de Indira Gandhi.
O "Prêmio Ig Nobel de Literatura" de 1997 foi concedido a Eliyahu Rips, Doron Witztum, Yoav Rosenberg e Michael Drosnin, por seu trabalho sobre códigos bíblicos.

## Artigos selecionados
- Rips, E. «Group actions on R-trees». Preprint
- Rips, E. (1982). «Subgroups of small cancellation groups». Bulletin of the London Mathematical Society. 14 (1): 45–47. doi:10.1112/blms/14.1.45
- Rips, E.; Sela, Z. (1994). «Structure and rigidity in hyperbolic groups. I». Geom. Funct. Anal. 4 (3): 337–371. doi:10.1007/bf01896245
- Rips, E.; Sela, Z. (1995). «Canonical representatives and equations in hyperbolic groups». Invent. Math. 120 (3): 489–512. Bibcode:1995InMat.120..489R. doi:10.1007/bf01241140
- Rips, E.; Sela, Z. (1997). «Cyclic splittings of finitely presented groups and the canonical JSJ decomposition». Annals of Mathematics. 2. 146 (1): 53–109. JSTOR 2951832. doi:10.2307/2951832
- Sapir, Mark V.; Birget, Jean-Camille; Rips, Eliyahu (2002). «Isoperimetric and isodiametric functions of groups». Annals of Mathematics. 2. 156 (2): 345–466. JSTOR 3597195. arXiv:math/9811105. doi:10.2307/3597195
- Birget, J.-C.; Ol'shanskii, A. Yu.; Rips, E.; Sapir, M. V. (2002). «Isoperimetric functions of groups and computational complexity of the word problem». Annals of Mathematics. 2. 156 (2): 467–518. JSTOR 3597196. arXiv:math/9811106. doi:10.2307/3597196

## Morte
Rips morreu no dia 19 de julho de 2024, aos 75 anos.